# Агролесомелиорация
Агролесомелиорацията е система от залесителни мероприятия.
Тези мероприятия могат да бъдат полезащитни и ветроломни, противоерозионни или водорегулиращи, покрай канали и около водоеми, и залесявания на пясъци. Подобряват се неблагоприятни природни условия в селскостопанските терени и се осигуряват високи и трайни добиви.